# Андерсон (округ, Теннесси)
Андерсон (англ. Anderson County) — округ в штате Теннесси, США. Официально образован в 1801 году. По состоянию на 2010 год, численность населения составляла 75 129 человек.

## География
По данным Бюро переписи США, общая площадь округа равняется 893,551 км2, из которых 875,421 км2 — суша, и 18,130 км2 или 2,120 %, — это водоёмы.

## Население
По данным переписи населения 2000 года в округе проживает 71 330 жителей в составе 29 780 домашних хозяйств и 20 518 семей. Плотность населения составляет 82,00 человека на км2. На территории округа насчитывается 32 451 жилое строение, при плотности застройки около 37,00-ти строений на км2. Расовый состав населения: белые — 93,36 %, афроамериканцы — 3,88 %, коренные американцы (индейцы) — 0,32 %, азиаты — 0,83 %, гавайцы — 0,01 %, представители других рас — 0,38 %, представители двух или более рас — 1,22 %. Испаноязычные составляли 1,10 % населения независимо от расы.
В составе 29,60 % из общего числа домашних хозяйств проживают дети в возрасте до 18 лет, 53,80 % домашних хозяйств представляют собой супружеские пары, проживающие вместе, 11,50 % домашних хозяйств представляют собой одиноких женщин без супруга, 31,10 % домашних хозяйств не имеют отношения к семьям, 27,70 % домашних хозяйств состоят из одного человека, 12,10 % домашних хозяйств состоят из престарелых (65 лет и старше), проживающих в одиночестве. Средний размер домашнего хозяйства составляет 2,37 человека, и средний размер семьи 2,88 человека.
Возрастной состав округа: 23,20 % — моложе 18 лет, 7,50 % — от 18 до 24, 27,30 % — от 25 до 44, 25,50 % — от 45 до 64, и 25,50 % — от 65 и старше. Средний возраст жителя округа — 40 лет. На каждые 100 женщин приходится 91,10 мужчин. На каждые 100 женщин старше 18 лет приходится 87,40 мужчин.
Средний доход на домохозяйство в округе составлял 35 483 USD, на семью — 42 584 USD. Среднестатистический заработок мужчины был 33 710 USD против 23 467 USD для женщины. Доход на душу населения составлял 19 009 USD. Около 10,20 % семей и 13,10 % общего населения находились ниже черты бедности, в том числе — 18,40 % молодежи (тех, кому ещё не исполнилось 18 лет) и 8,80 % тех, кому было уже больше 65 лет.